# Memaliaj
Memaliaj (albanisch auch Memaliaji) ist eine Kleinstadt im südlichen Albanien. Der Ort im Qark Gjirokastra liegt in einer Flussschlaufe der Vjosa, etwa acht Kilometer nördlich des regionalen Zentrums Tepelena.
Memaliaj hat 1786 Einwohner (Volkszählung 2023). Bei der Volkszählung 2011 wurden noch 2646 Einwohner registriert. Im Zivilstandesamt waren im Jahr 2008 sogar 7640 Personen verzeichnet, von denen sich aber vermutlich mindestens die Hälfte im Ausland oder in anderen Städten aufhielt.
Gegründet wurde die Stadt im Jahr 1946 als Zentrum der lokalen Steinkohle-Industrie. Zuvor gab es nur ein kleines Dorf mit diesem Namen auf einem Hügel westlich des heutigen Stadtzentrums. Die in den 1930er Jahren entdeckten Steinkohlevorkommen, die man nach der Stadtgründung nördlich des Orts zu fördern und anzureichern begann, gehörten zu den drei bedeutendsten Fördergebieten des Landes. Im Jahr 1990 war die Förderung auf 500.000 Tonnen angestiegen. Nach dem Zusammenbruch des kommunistischen Regimes wurde die Industrie stillgelegt. Heute leidet Memaliaj unter extremer Arbeitslosigkeit. Die Quote gehört zu den höchsten des Landes. In 20 Jahren fiel die Einwohnerzahl um 50 Prozent. Viele Familien leben unter der Armutsgrenze, und jede hat mindestens ein Familienmitglied, das im Ausland arbeitet.
Noch heute wird das Ortsbild nebst der neuen orthodoxen Kirche mehrheitlich von Plattenbauten dominiert.
Memaliaj liegt an der SH 4, der Durchgangsstraße von Fier nach Tepelena, die Mittelalbanien mit dem zentralen Südalbanien und der griechischen Grenze verbindet.
Im Sommer 2015 wurde Memaliaj mit den anderen Gemeinden im Norden des aufgelösten Kreis Tepelena zusammengelegt, den Kommunen Buz, Fshat Memaliaj, Krahës, Luftinja und Qesarat. Die ehemaligen Gemeinden bilden heute Njësitë administrative (Verwaltungseinheiten) innerhalb der Bashkia Memaliaj. Die Gemeinde Memaliaj hat insgesamt 6578 Einwohner (Volkszählung 2023). Im Jahr 2011 waren es noch 10.657 Einwohner gewesen. Das Gebiet hat somit in zwölf Jahren 38 % der Bevölkerung verloren. Die Entwicklung ist typisch für strukturschwache, abgelegene und ländliche Gebiete Albaniens.
| Name           | Einwohner 2023 | Einwohner 2011 |
| -------------- | -------------- | -------------- |
| Buz            | 403            | 737            |
| Fshat Memaliaj | 940            | 1606           |
| Krahës         | 1557           | 2554           |
| Luftinja       | 950            | 1734           |
| Memaliaj       | 1786           | 2646           |
| Qesarat        | 942            | 1379           |
| Total          | 6578           | 10.657         |

## Söhne und Töchter der Stadt
- Agron Llakaj (* 1960), Komiker, Moderator und Sänger